# 聴秋閣

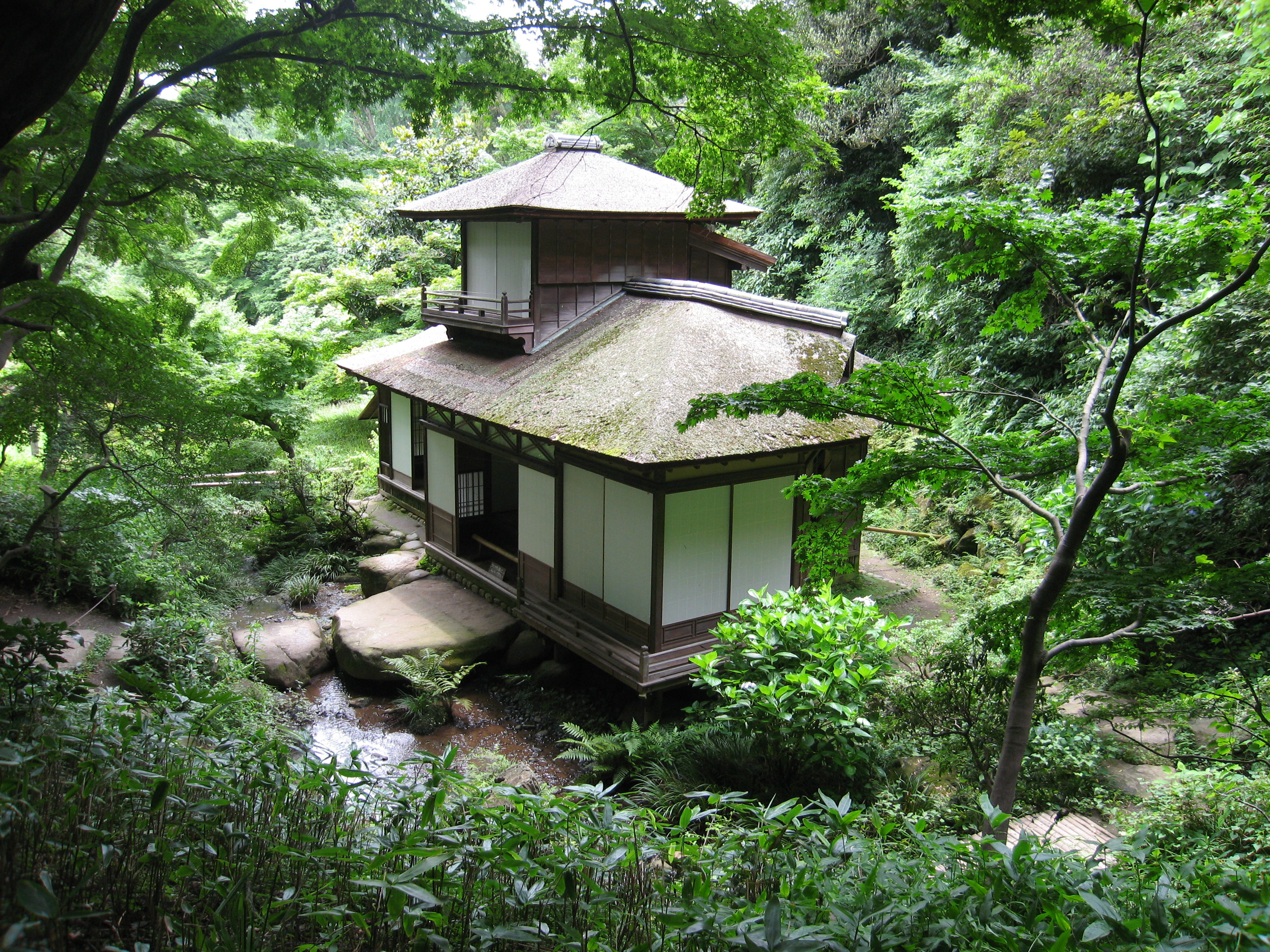
聴秋閣 (2006年7月)

聴秋閣（ちょうしゅうかく）は、神奈川県横浜市中区の三渓園内にある建築物である。二層の楼閣風の軽妙な意匠によって、三渓園では臨春閣と並んで著名な建造物である。国の重要文化財。

## 歴史
その創建は元和9年（1623年）、江戸幕府3代将軍徳川家光が上洛するに際し、佐久間実勝に命じて二条城内に建造させたもので、当時は「三笠閣」と呼ばれていた。その後家光によって乳母であった春日局に下賜され、春日局の孫にあたる老中稲葉正則の江戸屋敷に移築されて明治維新を迎えた。明治14年（1881年）に東京府牛込区若松町（現在の東京都新宿区若松町）の二条基弘公爵邸に移され、さらに大正11年（1922年）に実業家で茶人の原富太郎（号:三渓、1868年-1939年）に贈られ、現在地に建てられた。その際に名称も聴秋閣と改められた。

## 構成
一層は茶席と次の間から成るが、茶席のほうは不整形な平面を持ち、大小取りまぜの畳8畳に床の間・棚・付書院・緩やかな曲線を持つ階段室を設ける。入り口は3畳分の床を1段下げてL字状にし、土間には珍しい木製タイルを敷きつめる。これは船着場を連想させるものであり、当初は池に面して建てられていたと考えられている。2層は2畳ほどの小さな座敷で特に実用性はなく、外観を整える要素として織り込まれたものと思われる。
二条城に建てられた当時は1層部分は茶席としてではなく、単なるたてものであったと考えられ、稲葉邸に移されてから、茶席に使用できるよう内部に改造があったと思われるが、瀟洒な意匠には見るべき点が非常に多い。

## アクセス
〒231-0824　神奈川県横浜市中区本牧三之谷58-1
バス
横浜市営バス
- 根岸駅より　本牧下車・徒歩7分
- 桜木町駅、横浜駅東口より　本牧三溪園前下車・徒歩3分